# John Kessel
John Joseph Vincent Kessel (nacido el 24 de septiembre de 1950) es un autor estadounidense de ciencia ficción y fantasía. Es un prolífico cuentista y autor de cuatro novelas en solitario, Good News From Outer Space (1989), Corrupting Dr. Nice (1997), The Moon y the Other (2017) y Pride y Prometheus (2018). y una novela, Freedom Beach (1985) en colaboración con su amigo James Patrick Kelly. Kessel está casado con la autora Therese Anne Fowler.

## Educación
Kessel obtuvo una licenciatura en Física e Inglés de la Universidad de Rochester en 1972, seguida de una maestría en Inglés de la Universidad de Kansas en 1974 y un doctorado en Inglés de la Universidad de Kansas en 1981, donde estudió con el escritor y académico de ciencia ficción James Gunn. Desde 1982, Kessel ha impartido clases de literatura estadounidense, ciencia ficción, fantasía, y escritura de ficción en la Universidad Estatal de Carolina del Norte, y ayudó a organizar el programa de Máster en Bellas Artes de Escritura Creativa en la universidad, siendo su primer director.

## Publicaciones y premios
Kessel ganó un premio Nebula en 1982 por su novela "Another Orphan", en la que el protagonista se encuentra viviendo dentro de la novela Moby-Dick, y un segundo premio por su novela de 2008 "Pride y Prometheus", una historia que fusiona los cuentos de Jane Austen. Orgullo y prejuicio de Mary Shelley y Frankenstein de Mary Shelley. Esta novela también ganó el premio Shirley Jackson en 2009. Los 26 años transcurridos fueron la brecha más larga entre premios competitivos en la historia de Nebula. Su cuento "Buffalo" ganó el premio Theodore Sturgeon Memorial y la encuesta Locus en 1992.
Su novela "Stories for Men", con la novela Light de M. John Harrison, compartió el premio James Tiptree, Jr. de 2002 por ciencia ficción que trata cuestiones de género. 
Ha sido nominado tres veces al World Fantasy Award: en 1993, por la colección Meeting in Infinity; en 1999, por el corto de ficción "Every Angel is Terrifying"; y en 2009, por el cuento "Pride y Prometheus".
Kessel también es un crítico de ciencia ficción y fantasía ampliamente publicado. Sus trabajos de crítica incluyen el ensayo de 2004 sobre la novela Ender's Game de Orson Scott Card, "Creating the Innocent Killer: Ender's Game, Intention, y Morality". Con Mark L. Van Name, Kessel creó el Taller de escritores de Sycamore Hill. Kessel también ha editado, con Kelly, tres colecciones de cuentos de ciencia ficción contemporánea, Feeling Very Strange: The Slipstream Anthology, Rewired: The Post-Cyberpunk Anthology y The Secret History of Science Fiction.
En 1994 su obra Faustfeathers recibió el Premio de Paul Green Dramaturgos. En 2007, su historia "A Clean Escape" (previamente adaptada por Kessel como obra de un acto en 1986) fue adaptada por Sam Egan para Masters of Science Fiction, la serie de antología de ciencia ficción de American Broadcasting Company.

### Novelas
- 1985 Playa de la Libertad (con James Patrick Kelly)
- 1989 Buenas Noticias Desde el Espacio Exterior (nominado al premio Nebula)
- 1997 Corrompiendo al Dr. Nice
- 2017 La Luna y el Otro
- 2018 Orgullo y Prometeo

### Cuentos cortos
Colecciones
- 1992 Meeting in Infinity (nominado al premio World Fantasy)
- 1997 El Producto Puro
- 2008 El Plan Baum oara la Independencia Financiera y Otras Historias
- 2023 The Dark Ride: El mejor corto de ficción de John Kessel

Cuentos
| Title                        | Year | First published | Awards/Nominations                                                                                        | Notes     |
| ---------------------------- | ---- | --- | --- | --------- |
| Another orphan               | 1982 | Kessel, John (September 1982). «Another orphan». F&SF. | Ganador del Premio Nebula                                                                                 |           |
| Mrs. Shummel Exits a Winner  | 1988 | Kessel, John (June 1988). «Mrs. Shummel Exits a Winner». Asimov's SF. | Nominado al Premio Nebula                                                                                 |           |
| Buffalo                      | 1991 | Kessel, John (January 1991). «Buffalo». F&SF. | Ganador del Premio Sturgeon, Ganador del Premio Locus, Nominado al Premio Hugo, Nominado al Premio Nebula |           |
| The Franchise                | 1993 | Kessel, John (August 1993). «The Franchise». Asimov's SF. | Nominado al Premio Nebula, Nominado al Premio Hugo                                                        | Novelette |
| The Miracle of Ivar Avenue   | 1996 | John, Kessel (1996). «The Miracle of Ivar Avenue». En Kessel, John; Van Name, Mark L.; Butner, Richard, eds. Intersections: The Sycamore Hill Anthology. New York: Tor Books. ISBN 9780312860905. | Nominado al Premio Nebula                                                                                 | Novelette |
| Every Angel is Terrifying    | 1998 | Kessel, John (October–November 1998). «Every Angel is Terrifying». F&SF. | Nominado al Premio World Fantasy                                                                          |           |
| Ninety Percent of Everything | 1999 | Kessel, John; Lethem, Jonathan; Kelly, James Patrick (September 1999). «Ninety Percent of Everything». F&SF.                                                                                      | Nominado al Premio Nebula                                                                                 | Novella   |
| Stories for Men              | 2002 | Kessel, John (October–November 2002). «Stories for Men». Asimov's SF. | Ganador del Premio James Tiptree, Jr., Nominado al Premio Nebula                                          |           |
| Pride y Prometheus           | 2008 | Kessel, John (January 2008). «Pride and Prometheus». F&SF. | Ganador del Premio Nebula, Ganador del Premio Shirley Jackson                                             | Novelette |
| Spirit level                 | 2020 | Kessel, John (July–August 2020). «Spirit level». F&SF 139 (1&2): 52-77. | | Novelette |

### Antologías y colecciones (editadas)
- 1996 Intersections: The Sycamore Hill Anthology (con Mark L. Van Name y Richard Butner)
- 1998 Memory's Tailor (por Laurence Rudner; Kessel fue el albacea literario tras la muerte de Rudner en 1995)
- 2006 Feeling Very Strange: The Slipstream Anthology (con James Patrick Kelly) Presenta cuentos por Aimee Bender, Michael Chabon, Ted Chiang, Carol Emshwiller, Jeffrey Ford, Karen Joy Fowler, Theodora Goss, Jonathan Lethem, Kelly Link, M. Rickert, Benjamin Rosenbaum, George Saunders, Bruce Sterling, Jeff VanderMeer, y Howard Waldrop
- 2007 Rewired: The Post-Cyberpunk Anthology (coeditado con James Patrick Kelly) (Tachyon Publications)
- 2009 The Secret History of Science Fiction (coeditado con James Patrick Kelly) (Tachyon Publications)
- 2011 Kafkaesque: Stories Inspired by Franz Kafka (coeditado con James Patrick Kelly) (Tachyon Publications)
- 2012 Nebula Awards Showcase 2012 (coeditado con James Patrick Kelly (Pyr)
- 2012 Digital Rapture: The Singularity Anthology (coeditado con James Patrick Kelly (Tachyon Publications)

### Obras de Teatro
- 1986 A Clean Escape
- 1994 Faustfeathers (Ganador de Premio de Paul Green Dramaturgos)

### Reseñas de libros
| Año  | Articulo de reseña                                                    | Obras reseñadas |
| ---- | --------------------------------------------------------------------- | --- |
| 1994 | Kessel, John (Feb 1994). «Just like real people». Books. F&SF 86 (2). | - Jones, Gwyneth (1992). White Queen. - Bisson, Terry. Bears discover fire. - Frost, Gregory (1993). The pure cold light. Avonova. - Sturgeon, Theodore (1993). Argyll. The Sturgeon Project. - Smith, Cordwainer (2000). The rediscovery of man. ISBN [[Special:BookSources/-->\|->]] \|isbn= incorrecto (ayuda). - Oberndorf, Charles (1993). Testing. ISBN [[Special:BookSources/-->\|->]] \|isbn= incorrecto (ayuda). |